# Tablinum

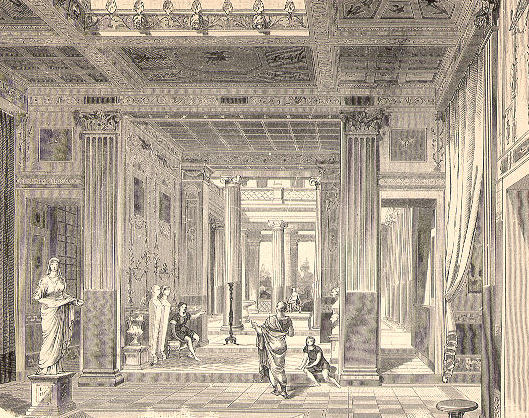
Blick vom Atrium auf das Tablinum, mit dahinter liegendem Peristyl (Zeichnung aus dem 19. Jahrhundert)

Als Tablinum (von lateinisch tabula, „Tafel“) wurde im antiken römischen Haus ein Raum bezeichnet, der direkt an das Atrium angrenzte, in der Regel auf der dem Eingang gegenüberliegenden Seite. Das Tablinum öffnete sich oft mit seiner gesamten Vorderseite zum Atrium und konnte bei Bedarf durch Vorhänge oder Holztüren abgeschirmt werden. Häufig war auch die Rückwand des Tablinums offen oder zumindest mit großen Fenstern versehen, so dass eine beeindruckende Blickachse vom Eingang des Hauses durch das Atrium und das Tablinum bis in den Garten oder in das Peristyl entstand.
Der Raum war ursprünglich dem Familienoberhaupt, dem Pater familias vorbehalten, der hier auch in seiner Eigenschaft als Patron seine Klienten empfing. Später wurde es allgemein als reich mit Bildern ausgestatteter Repräsentationsraum genutzt. Bei vornehmen Familien befanden sich hier die Büsten der Vorfahren.